# Бернштейн Микола Олександрович
Мико́ла Олекса́ндрович Бернште́йн (нар. 2 жовтня 1896, Москва — пом. 16 січня 1966, Москва) — російський радянський психофізіолог, засновник наукової теорії психофізіологічної організації та регуляції рухів, засновник наукової школи біомеханіки.

Дослідження М. О. стосувались як проблем патології, так і нормального розвитку рухливості (на прикладах музикування та спортивних тренувань).
 Його науковий доробок визначив поступ біомеханіки, позначився на розвитку психології, кібернетики, фізіології, медицини та біології. Монографія «О построении движения» (1947) була відзначена найвищою (на той час — Сталінською) державною премією СРСР.

## Життєпис та наукова діяльність
Народився в інтелігентній єврейській родині: батько та дід були відомими лікарями; обравши шлях науковця-фізіолога, М. О. слідував родовій традиції.

Однак навчання в Московському університеті він розпочав на історично-філософському факультеті, можливо, лише війна та потреба армії в лікарях подарувала науці Миколу Бернштейна- фізіолога. Закінчивши медичний, М. О. прослухав також курс на математичному факультеті.

Під час громадянської війни, в 1919 році мобілізований лікарем у більшовицьку Червону армію.

### 1920-1930-ті роки
Після війни деякий час мав психіатричну практику, а з 1922 року очолює лабораторію біомеханіки Інституту праці; потім подібні лабораторії М. О. організував у Всесоюзному інституті експериментальної медицини, в Центральному НДІ фізкультури та ін. закладах. Через незгоду з керівництвом, залишив Інститут праці та перейшов до Інституту психології, де працював з Л. С. Виготським і його учнями.
 На той час в СРСР набули владної підтримки ідеї І. М. Сєченова та І. П. Павлова, як такі, що відповідали войовничій матеріалістичній ідеології більшовиків. Офіційні наукові публікації пропагували застосування теорії рефлексів у людинознавчих дисциплінах, зокрема, у дослідженнях людської діяльности. З'явилась особлива наука, яка мала заступити «ідеалістичну» психологію — рефлексологія.
 М. О. Бернштейн реалізував дослідницьку програму, яка виходила за рамки теорії умовного рефлексу. Його дослідження проводились з людьми в природних умовах, під час виконання ними цілеспрямованих довільних рухів. Діяльність у його дослідженнях була не механічним виконанням команд нервової системи, а складною системою, що включала п'ять рівнів мозкової регуляції та «зворотний зв'язок» у вигляді сенсорної корекції рухів. Замість рефлекторної дуги розглядалось рефлекторне коло, в якому відбувалась «саморегуляція» поведінки, орієнтована не лише на отримані ззовні імпульси та стимули, а й на «потребоване майбутнє».
 Сам — чудовий музикант, М. О. займався дослідженням творчих вмінь: 1930 року вийшли друком «Исследования по биодинамике фортепьянного удара». Вчений також приділяв увагу питанню локалізації психічних процесів, відновленню життєдіяльних функцій при травмах або захворюваннях нервової системи.

### Післявоєнний період
Нагородою 1947 року влада відзначила користь ідей Бернштейна для науки. Насамперед, його теорія побудови рухів знайшла застосування в медицині: в військових шпиталях за його методикою «ставили на ноги» поранених.
 Однак за цим визнанням послідували переслідування під антисемітської кампанії кінця 40-х, та особливо — після сумнозвісної «павловської сесії» АН та АМН СРСР 1950 року. Сама сесія була ініційована партійним керівництвом задля «перевірки вірности» дослідників ідеям Павлова. Почалося цькування, був зупинений вихід книги «О ловкости и ее развитии». М. О. був позбавлений можливості працювати до хрущовської «відлиги», коли був реабілітований. Тоді, вчений публікується в журналах та виступає на семінарах присвячених проблемам кібернетики, міждисциплінарних досліджень. Ним започатковані дослідження фізіології активности, акцентом в ній було дослідження активної поведінки, подолання організмом умов середовища, а не пристосування до них.

Наукова діяльність М. О. мала значний вплив на таких молодих психологів, як: Б. М. Величковський, Ю. Б. Ґіпенрейтер, В. П. Зінченко. Багаторічне знайомство та співпраця з О. М. Леонтьєвим і О. Р. Лурією позначилось на творчості останніх.
 У середині 60-х у М. О. виявили рак печінки. В останні роки життя він продовжував наукову діяльність, консультував молодих вчених, коректував «Очерки по физиологии движений и физиологии активности». Помер у Москві на початку 1966 року.